# Summerset (Dakota del Sur)
Summerset es una ciudad ubicada en el condado de Meade en el estado estadounidense de Dakota del Sur. En el Censo de 2010 tenía una población de 1.814 habitantes y una densidad poblacional de 316,63 personas por km².

## Geografía
Summerset se encuentra ubicada en las coordenadas 44°11′51″N 103°20′44″O / 44.19750, -103.34556. Según la Oficina del Censo de los Estados Unidos, Summerset tiene una superficie total de 5.73 km², de la cual 5.73 km² corresponden a tierra firme y (0%) 0 km² es agua.

## Demografía
Según el censo de 2010, había 1.814 personas residiendo en Summerset. La densidad de población era de 316,63 hab./km². De los 1.814 habitantes, Summerset estaba compuesto por el 93% blancos, el 0.99% eran afroamericanos, el 2.54% eran amerindios, el 0.44% eran asiáticos, el 0.17% eran isleños del Pacífico, el 0.77% eran de otras razas y el 2.09% pertenecían a dos o más razas. Del total de la población el 2.43% eran hispanos o latinos de cualquier raza.